# Thomas Madsen-Mygdal
Thomas Madsen-Mygdal, född 24 december 1876 i Mygdal vid Hjørring, död 23 februari 1943 i Köpenhamn, var en dansk agronom och politiker (Venstre). Han var son till Niels Peter Madsen-Mygdal.

## Biografi
Madsen-Mygdal avlade 1896 skollärarexamen och 1902 lantbrukskandidatexamen, var 1903-07 konsulent i planteavl for Foreningen af jyske Landboforeninger och 1908-20 föreståndare för Dalum lantbruksskola vid Odense. Efterhand kom han att spela en framträdande roll inom lantbruket och blev bland annat ordförande för Odense eksportslagteri, Odense og omegns landboforening och Foreningen af danske landbrugslærere. År 1918 valdes han till ordförande för De samvirkende danske Landboforeninger och året efter till ledande president för Lantbruksrådet, som främst på hans initiativ inrättades 1919 som en representation av det danska lantbrukets huvudorganisationer.
Då Madsen-Mygdal 1920 blev ledamot av Landstinget och lantbruksminister, lämnade han sina förtroendeuppdrag inom lantbruket. Han avgick vid ministeriet Niels Neergaards fall 1924, var 1924-26 ordförande för De samvirkende danske landboforeninger och för De samvirkende landboforeninger i Sjællands stift. Han lämnade 1925 Landstinget av privata skäl. På förhand hyllad som Venstres blivande ledare lät han sig 1926 väljas till Folketinget för Sønderjylland och var december 1926 till april 1929 statsminister.
Madsen-Mygdal var under sin tid som aktiv politiker, en övertygad anhängare av liberalismen, inte bara författningsmässigt, utan även i ekonomiskt och socialt avseende, och han  blev en  framstående representant för Venstre. Under den nazistiska ockupationen medförde dock hans skräck för Sovjetunionen och kommunismen att han under partiets landsråd 1941 avgick som partiledare och uttalade sig välvilligt om Nazityskland. Han var huvudredaktör för den omfattande "Landbrugets ordbog", som utkom 1908-14. Han var ägare till herrgården Edelgave i Köpenhamns amt.